# 青岛市图书馆
青岛市图书馆是位於中華人民共和國山東省青島市的国家一级图书馆。

## 歷史
1924年8月成立的胶澳商埠公立通俗图书馆是該圖書館的前身。1930年7月，南京國民政府在通俗图书馆的基础上成立了青岛特别市市立图书馆，1945年12月后改名青岛市立图书馆。1949年6月中國共產黨接管青岛后，青岛市立图书馆更名為青岛市人民图书馆。1985年底開始動工建造新圖書館。
1997年12月，中国共产党青岛市委员会、青島市人民政府决定在當時的圖書館的東面擴建新的青岛市图书馆，工程于2000年9月正式开工，2001年12月竣工交付使用，2002年7月6日扩建部分对外开放。2003年,，青島市當局又改造旧馆改并将新旧馆连为一体。2004年11月,改造完工，图书馆全面开放。

## 外部連結
- 官方网站